# Marktkruis (Amel)

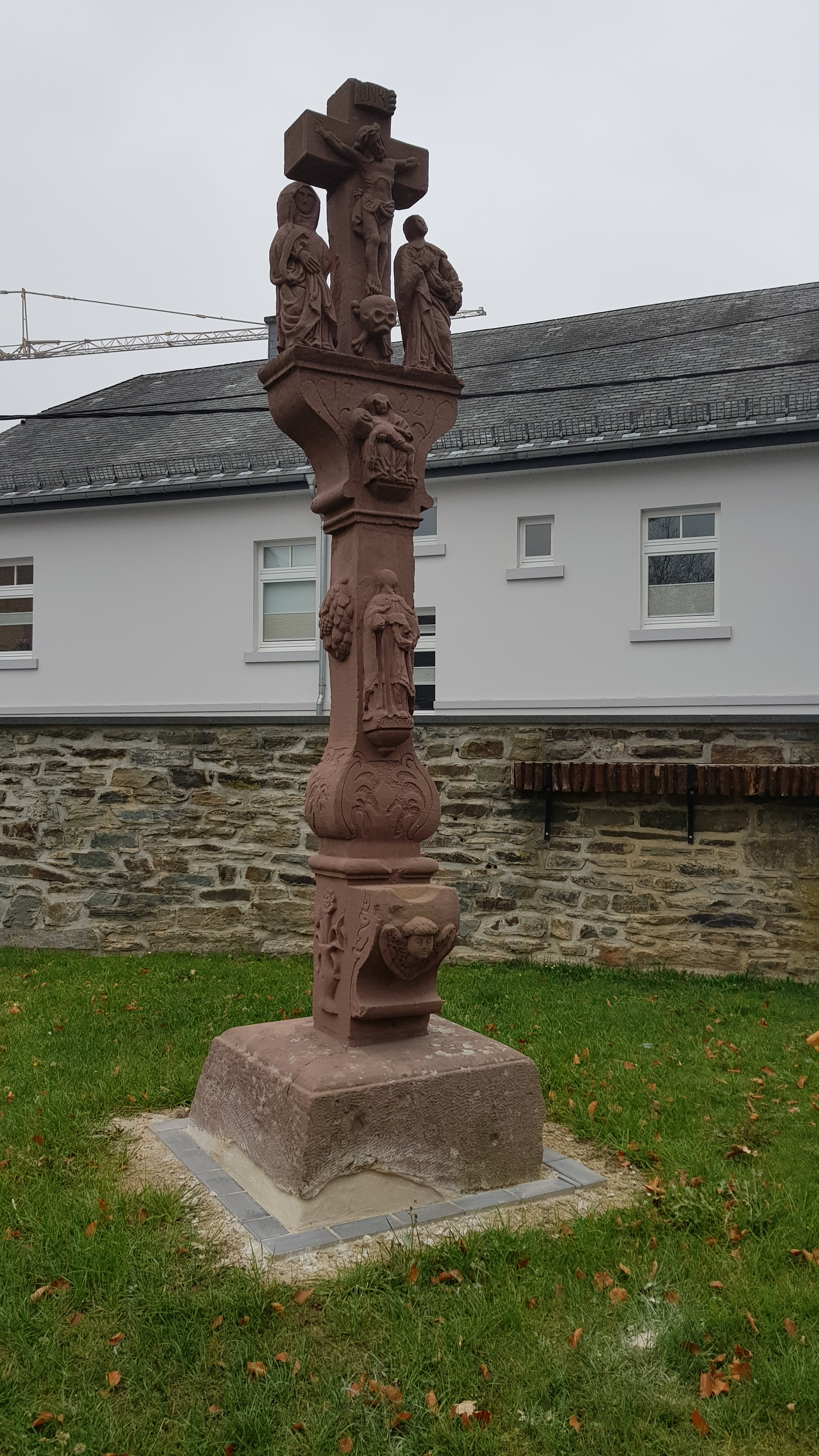
Marktkruis

Het Marktkruis is een religieus monument dat zich bevindt nabij de Sint-Hubertuskerk in de plaats Amel in de Belgische provincie Luik.
Het betreft een monument van 1722, gehouwen in rode zandsteen. Het is 3,56 meter hoog en bevindt zich op een sokkel, waarboven zich een voluut bevindt met de kop van een putto en aan weerszijden bloemenvazen, alles in reliëf.
Hierboven de beeltenis van de Heilige Urbanus, daarboven een piëta en het geheel wordt bekroond door een kruisigingsscène met Maria en Johannes. Dit alles in een landelijke barokstijl.
Tot 1931 stond het marktkruis aan de weg naar Sankt Vith en daarna kwam het op de huidige plaats, het oude kerkhof, te staan. Mogelijk is het oorspronkelijk voor het Moezelgebied bedoeld, gezien de diverse verwijzingen naar de wijnbouw (Urbanus werd aanbeden om de wijngaard tegen vorst te beschermen).
In 1984 werd het kruis geklasseerd als monument.